# Pasírování

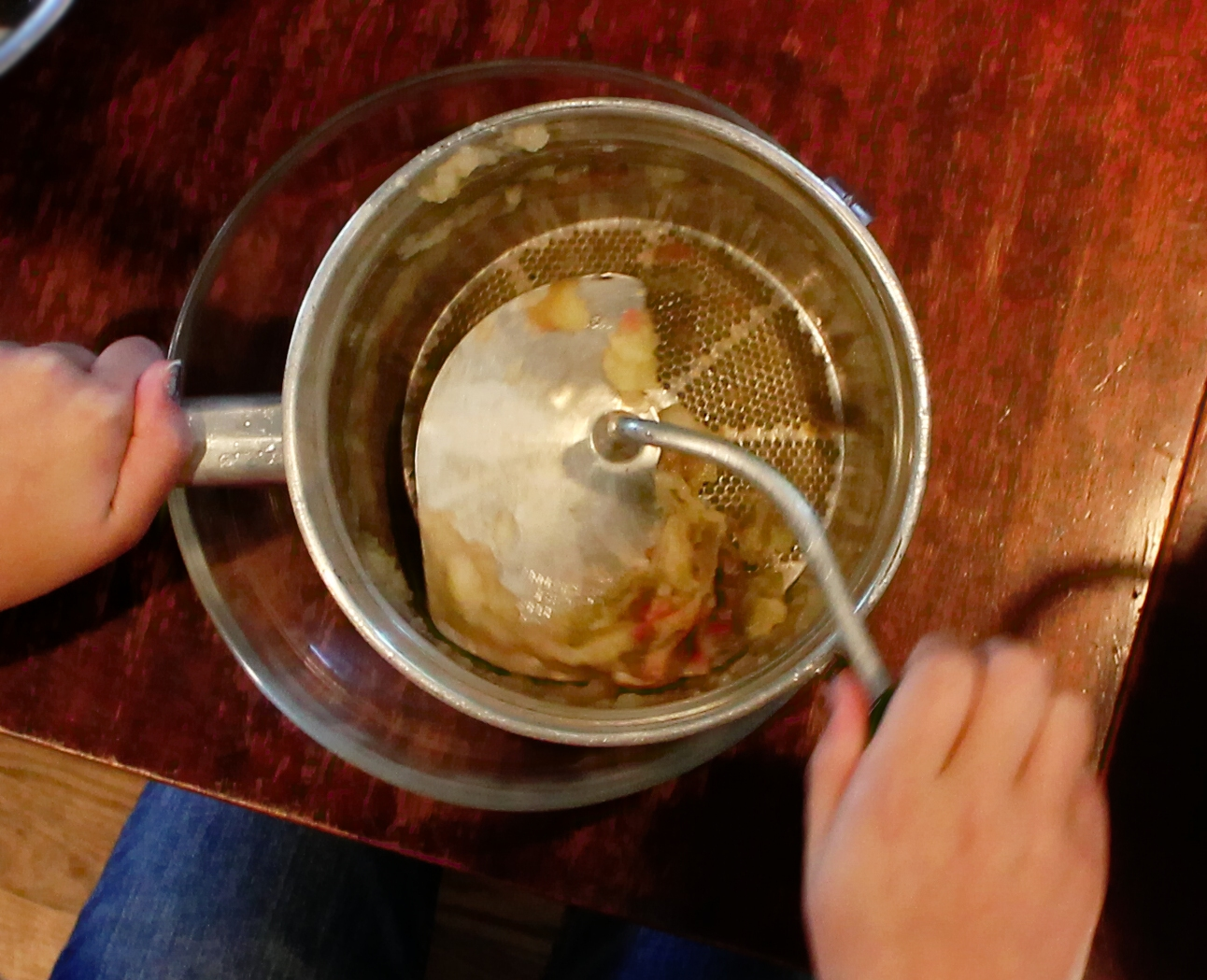
Pasírování

Pasírování (z něm. „passieren“, jež pochází z fr. „passer“ – procházet) je činnost, při které se ovoce, zelenina či jiné potraviny rozmělňují, promačkávají přes síto za účelem zbavení se hrubších částí, slupek, zrníček, vláken nebo hrudek. Používá se nejčastěji při přípravě omáček. Pokud nejsou na závadu rozmělněné hrubší části (chutí nebo konzistencí), lze pasírování nahradit rozmixováním mixérem.
Podobnou činností, kdy získáváme pouze šťávu (nejčastěji z ovoce), je odšťavňování. 
Průmyslově se tyto úkony provádějí na speciálních lisech. 